# Redundanță
Redundanță (din engleză redundancy, franceză redondance) este un termen cu diverse accepțiuni, în funcție de domeniul în care se aplică.
1. În comunicare, redundanța reprezintă un surplus de informație, menit să asigure exactitatea transmiterii unui mesaj, uneori și un defect stilistic constând în abundența inutilă de cuvinte și expresii la redarea unei idei.
2. În informatică, redundanța reprezintă un excedent de semnale pentru transmiterea fidelă a unei cantități de informație
3. În tehnică, redundanța reprezintă introducerea de dispozitive suplimentare față de cel de bază, care să asigure funcționarea unui sistem în cazul când primul sau altul dintre dispozitivele cu aceeași funcție a ieșit întâmplător din uz.

## Redundanța în comunicare
Conceptul redundanță are legătură cu termenul „informație“.
Redundanță se referă la predictibilitatea sau convenționalitatea unui mesaj. Dacă un mesaj este redundant, deci mai puțin informativ prin repetitivitate, atunci poate fi înțeles cu mai multă ușurință.
În procesul de comunicare, redundanța este vitală pentru inteligibilitatea mesajului. Se poate spune că redundanța ajută la depășirea problemelor practice ale comunicării. Convenția dintre emițător și receptor reprezintă o sursă majoră de redundanță.
Acest termen desemnează un procedeu utilizat pentru a preîntâmpina dificultățile de comunicare în prezența unui nivel crescut de zgomot.
Redundanța crescută ajută și la depășirea problemelor de înțelegere a unui mesaj mai puțin predictibil.
Pentru obținerea unei audiențe mai largi, este indicată transmiterea unui mesaj cu un grad mare de redundanță. În cazul unui discurs trebuie să se țină cont de un nivel crescut în ceea ce privește redundanța.
Acest concept are legătură cu ceea ce se numește comunicarea fatică. Comunicare de acest tip se referă la actele de interacțiune care nu conțin niciun fel de informație dar se utilizează pentru a se menține canalele existente deschise și utilizabile. Altfel spus, comunicarea fatică este redundantă deoarece reprezintă o dovadă de convenționalism.
Termenul opus redundanței este entropia. Aceasta reprezintă un mesaj cu predictibilitate mică dar cu o valoare informativă profundă.

## Redundanța în informatică
- Vezi și: Cyclic redundancy check

## Redundanța în tehnică
Redundanța reprezintă o acțiune tehnică prin care se crește siguranța în funcționare a sistemului prin asigurarea în construcția sistemului a unor elemente adjuvante, care vor lucra preluând funcțiunile în cazul defectării elementelor de bază. Instalarea de componente sau sisteme în paralel reprezintă consecința demersurilor de asigurare a redundanței, o metodă preventivă care în condițiile defectării unui component permite utilizarea imediată a unui component similar montat în paralel cu cel defect.